# Основні засади комунізму
«Основні́ заса́ди комуні́зму» (нім. Grundsätze des Kommunismus) — робота німецького мислителя Фрідріха Енґельса (1820—1895). Написана 1847 року, надрукована уперше вона була року 1914 у німецькій соціял-демократичній ґазеті «Vorwärts!» (Вперед!). Перший переклад українською вийшов у Вінніпезі 1918 року.